# Concattedrale di Bisaccia
La concattedrale della Natività della Vergine Maria è il duomo della cittadina di Bisaccia, in Campania, e concattedrale dell'arcidiocesi di Sant'Angelo dei Lombardi-Conza-Nusco-Bisaccia.

## Storia
La Cattedrale di Bisaccia, collocata a pochi passi dal castello ducale di Bisaccia, venne edificata dai Normanni, in un luogo poco distante da quello attuale. Rasa al suolo per tre volte a causa dei frequenti terremoti che hanno colpito Bisaccia nel corso dei secoli, la chiesa odierna fu terminata nel 1747, utilizzando parte dei materiali dell'edificio precedente.
Una prima volta la chiesa fu distrutta a causa del terremoto del 1456, ma la volontà popolare fu quella di avviare subito i lavori di ristrutturazione che terminarono nel 1515, come conferma una scritta in latino visibile sul portale in pietra della Cattedrale. Quindi l'edificio venne distrutto in altre due occasioni nel 1694 e nel 1732. Dopo il terzo evento sismico si decise di ricostruire la Cattedrale nei pressi del castello, utilizzando alcuni materiali dell'edificio precedente.

## Descrizione
L'interno, a tre navate, conserva un coro ligneo intagliato realizzato nel corso del XVII secolo e l'altare maggiore in marmi policromi, chiuso da una balaustra.
La facciata di stile gotico, preceduta da una lunga scala, è caratterizzata da un portale del 1515, sormontato da vari bassorilievi romanico-gotici recuperati dall'edificio riedificato nel 1515 e da uno spesso cornicione.